# Уэллс, Дэн
Дэн Уэллс (англ. Dan Wells, род. 4 марта 1977) — американский писатель, который пишет в жанре детектива и мистики.

## Биография
Его дебютный роман «Я — не серийный убийца» вышел в 2009 году, стал бестселлером и завоевал признание критиков. Именно в этой книге впервые появился постоянный персонаж книг Уэллса, Джон Уэйн Кливер, мальчик, который борется со своими социопатическими мыслями и желанием убивать людей. Второй роман, «Мистер Монстр», также был о Кливере, он был опубликован в 2010 году. В дальнейшем Уэллс написал ещё несколько книг. Романы Уэллса переведены на русский язык.

## Награды
- Премия Джона В. Кэмпбелла лучшему новому писателю-фантасту (номинация)
- Премия «Хьюго» за лучшую повесть (номинация)